# Cirrhilabrus
Cirrhilabrus är ett släkte av fiskar som ingår i familjen läppfiskar.

## Arter
- Cirrhilabrus adornatus J. E. Randall & Kunzmann, 1998
- Cirrhilabrus africanus Victor, 2016
- Cirrhilabrus aurantidorsalis G. R. Allen & Kuiter, 1999
- Cirrhilabrus balteatus J. E. Randall, 1988
- Cirrhilabrus bathyphilus J. E. Randall & Nagareda, 2002
- Cirrhilabrus beauperryi G. R. Allen, Drew & Barber, 2008
- Cirrhilabrus blatteus V. G. Springer & J. E. Randall, 1974
- Cirrhilabrus brunneus G. R. Allen, 2006
- Cirrhilabrus cenderawasih G. R. Allen & Erdmann, 2006
- Cirrhilabrus claire J. E. Randall & Pyle, 2001
- Cirrhilabrus condei G. R. Allen & J. E. Randall, 1996
- Cirrhilabrus cyanogularis Y. K. Tea, B.W. Frable, & A. Gill, 2018
- Cirrhilabrus cyanopleura (Bleeker, 1851)
- Cirrhilabrus earlei J. E. Randall & Pyle, 2001
- Cirrhilabrus efatensis F. Walsh, Tea & Tanaka, 2017
- Cirrhilabrus exquisitus J. L. B. Smith, 1957
- Cirrhilabrus filamentosus (Klausewitz, 1976)
- Cirrhilabrus flavidorsalis J. E. Randall & K. E. Carpenter, 1980
- Cirrhilabrus humanni G. R. Allen & Erdmann, 2012
- Cirrhilabrus hygroxerus G. R. Allen & M. P. Hammer, 2016
- Cirrhilabrus isosceles Y. K. Tea, Senou & Greene, 2016
- Cirrhilabrus joanallenae G. R. Allen, 2000
- Cirrhilabrus johnsoni J. E. Randall, 1988
- Cirrhilabrus jordani Snyder, 1904
- Cirrhilabrus katherinae J. E. Randall, 1992
- Cirrhilabrus katoi Senou & Hirata, 2000
- Cirrhilabrus laboutei J. E. Randall & Lubbock, 1982
- Cirrhilabrus lanceolatus J. E. Randall & H. Masuda, 1991
- Cirrhilabrus lineatus J. E. Randall & Lubbock, 1982
- Cirrhilabrus lubbocki J. E. Randall & K. E. Carpenter, 1980
- Cirrhilabrus lunatus J. E. Randall & H. Masuda, 1991
- Cirrhilabrus luteovittatus J. E. Randall, 1988
- Cirrhilabrus marinda G. R. Allen, Erdmann & Dailami, 2015
- Cirrhilabrus marjorie G. R. Allen, J. E. Randall & B. A. Carlson, 2003
- Cirrhilabrus melanomarginatus J. E. Randall & S. C. Shen, 1978
- Cirrhilabrus morrisoni G. R. Allen, 1999
- Cirrhilabrus nahackyi F. M. Walsh & H. Tanaka, 2012
- Cirrhilabrus naokoae J. E. Randall & H. Tanaka, 2009
- Cirrhilabrus punctatus J. E. Randall & Kuiter, 1989
- Cirrhilabrus pylei G. R. Allen & J. E. Randall, 1996
- Cirrhilabrus randalli G. R. Allen, 1995
- Cirrhilabrus rhomboidalis J. E. Randall, 1988
- Cirrhilabrus roseafascia J. E. Randall & Lubbock, 1982
- Cirrhilabrus rubeus Victor, 2016
- Cirrhilabrus rubrimarginatus J. E. Randall, 1992
- Cirrhilabrus rubripinnis J. E. Randall & K. E. Carpenter, 1980
- Cirrhilabrus rubrisquamis J. E. Randall & Emery, 1983
- Cirrhilabrus rubriventralis V. G. Springer & J. E. Randall, 1974
- Cirrhilabrus ryukyuensis Ishikawa, 1904
- Cirrhilabrus sanguineus Cornic, 1987
- Cirrhilabrus scottorum J. E. Randall & Pyle, 1989
- Cirrhilabrus shutmani Y.K. Tea & Gill, 2017
- Cirrhilabrus solorensis Bleeker 1853
- Cirrhilabrus squirei F. M. Walsh, 2014
- Cirrhilabrus temminckii Bleeker, 1853
- Cirrhilabrus tonozukai G. R. Allen & Kuiter, 1999
- Cirrhilabrus wakanda  Tea, Pinheiro, Shepherd & Rocha, 2019
- Cirrhilabrus walindi G. R. Allen & J. E. Randall, 1996
- Cirrhilabrus walshi J. E. Randall & Pyle, 2001